# Phacographa
Phacographa Hafellner – rodzaj grzybów z rodziny Roccellaceae.

## Systematyka i nazewnictwo
Pozycja w klasyfikacji według Index Fungorum: Roccellaceae, Arthoniales, Arthoniomycetidae, Arthoniomycetes, Pezizomycotina, Ascomycota, Fungi.

## Gatunki
- Phacographa glaucomaria (Nyl.) Hafellner 2009
- Phacographa protoparmeliae Hafellner 2009[2]
- Phacographa zwackhii (A. Massal. ex Zwackh) Hafellner 2009 – tzw. pismaczek Zwackha

Nazwy naukowe na podstawie Index Fungorum. Nazwy polskie według W. Fałtynowicza.